# Fritz Bachmann (Entomologe)
Fritz Bachmann (* 2. März 1924 in Winterthur; † 17. März 2009 in Riehen) war ein Schweizer Entomologe und Entdecker einer neuen Schildlausart.

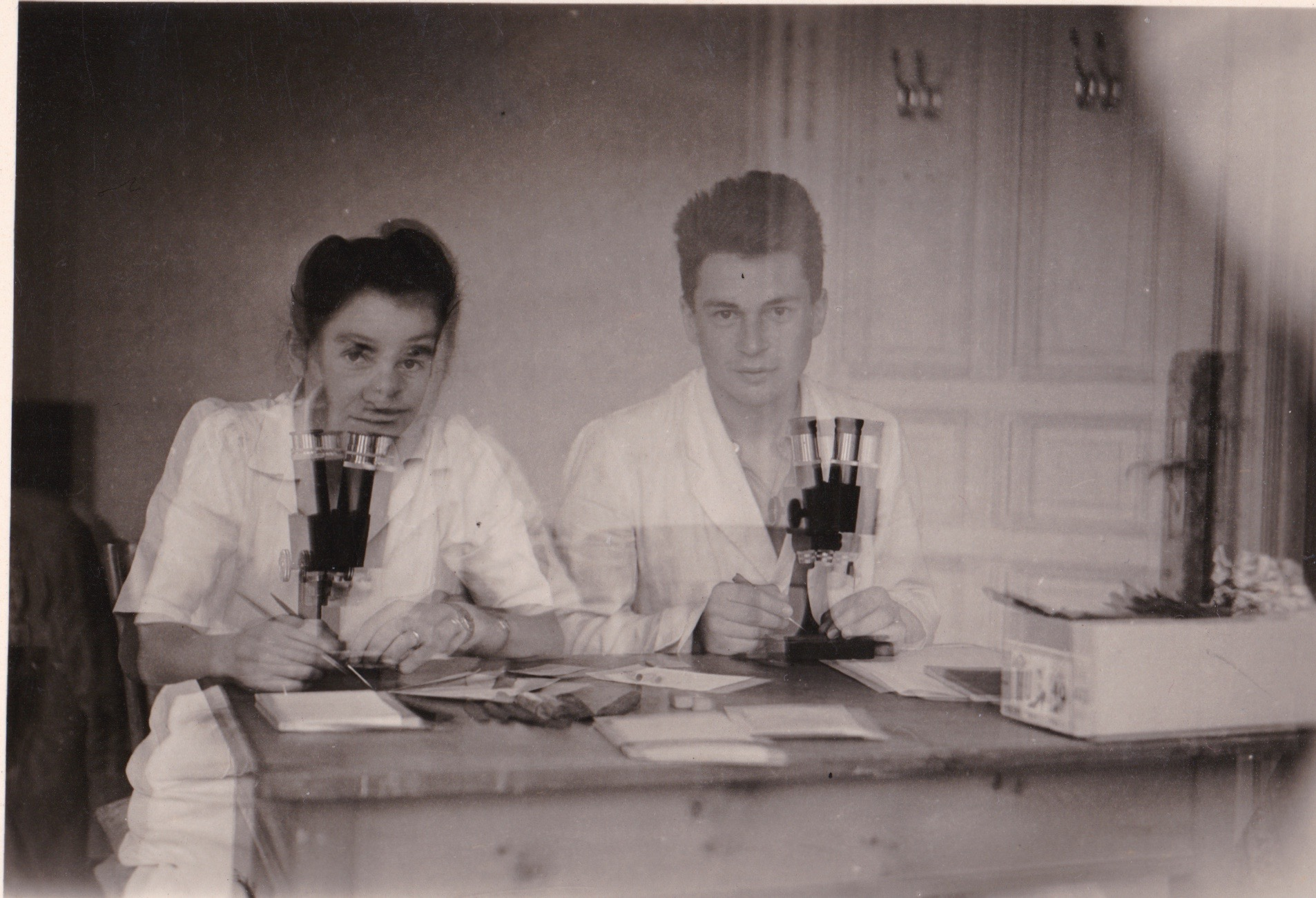
Fritz Bachmann zusammen mit seiner Frau, Verena, geb. Keller, ca. 1950, Aufnahme mit Selbstauslöser

## Leben
Bachmanns Vater war Professor für Physikalische Chemie am Technikum Winterthur (heute: Zürcher Hochschule für Angewandte Wissenschaften). Er studierte 1942–47 an der Eidgenössischen Technischen Hochschule Zürich (ETH Zürich) Ingenieur-Agronom und promovierte daselbst im Jahre 1953. Seit 1947 forschte er an der Eidgenössischen Versuchs- und Forschungsanstalt für Obst-, Wein- und Gartenbau in Wädenswil über die gelbe Obstbaumschildlaus, in der er zur Gattung Quadraspidiotus erstmals eine neue Art beschrieb, die Quadraspidiotus schneideri n. sp, nach ihm benannt als Quadraspidiotus schneideri Bachmann. Weiter arbeitete er zur Schildlausfauna in Südosteuropa und zur Geschichte des Weinbaus in der Schweiz. Zudem war er im industriellen Pflanzenschutz in Basel und politisch beim Aufbau des Landesrings der Unabhängigen tätig.

## Werke
- Untersuchungen an den gelben Obstbaumschildläusen Quadraspidiotus piri Licht.und Quadraspidiotus schneideri n.sp. In: Diss. Techn. Wiss. ETH Zürich. Nr. 2141, 1953, doi:10.3929/ethz-a-000139358.